# 경산시립장산도서관
경산시립장산도서관은 경산시 옥곡동에 소재한 도서관이다.

## 연혁
- 2017년 5월 2일 경산시립장산도서관 준공
- 2017년 9월 28일 경산시립장산도서관 개관

## 시설현황
- 지하 1층 : 전기실, 보존서고
- 지상 1층 : 어린이자료실, 소회의실, 사무실
- 지상 2층 : 일반자료실, 시청각실, 전산실

## 이용안내
- 이용시간
  - 일반자료실 - 09:00 ~ 20:00
  - 어린이자료실 - 09:00 ~ 19:00
- 휴관일
  - 매주 화요일
  - 국경일 및 정부에서 지정한 공휴일 (일요일 제외)
  - 장서점검 등 필요한 사유 발생시 임시휴관